# Зиман, Ян Львович
Ян Львович Зиман — российский учёный, лауреат Государственной премии СССР (1984), заслуженный деятель науки РФ.

## Биография
Родился 16 сентября 1922 года в Москве. 
Окончил Харьковское военное авиационное штурманское училище (1941) и аэросъемочный факультет Московского института инженеров геодезии, аэрофотосъёмки и картографии (МИИГАиК).
Во время войны — штурман бомбардировочной авиации (более 300 боевых вылетов). После демобилизации служил в гражданской авиации.
С 1950-х гг. — зам. начальника кафедры аэрофотосъемки МИИГАиК. Защитил кандидатскую диссертацию, посвященную вопросам выбора орбит для спутников дистанционного зондирования Земли и координатной привязки материалов съемки.
С 1967 года работал в Институте космических исследований АН СССР, с 1972 — зав. отделом исследования Земли из космоса.  С 1980 г. его отдел перепрофилирован на новые объекты исследований (в порядке очерёдности): ядро кометы Галлея, спутник Марса — Фобос, и сам Марс.
Руководил отделом до 1988 года, затем продолжил работу в нём в должности главного научного сотрудника.
Доктор технических наук, профессор.
Лауреат Государственной премии СССР (1984), заслуженный деятель науки РФ, почётный штурман Гражданской авиации. Награждён 4 орденами и многими медалями.
Умер  21 августа 2009 года. Похоронен на Новодевичьем кладбище (уч. 5, ряд 10, место 7) рядом с родителями.

## Семья
- Дед — Яков Шимонович Зиман — торговец аптекарскими товарами в Скопине
- Отец — Лев Яковлевич Зиман (1900, Скопин — 1956) — экономист-географ, картограф, профессор МГУ
- Мать — Анна Исааковна Зиман (урождённая Шлифштейн, 1898—1963) — географ, преподаватель

## Публикации
- Задачи и упражнения по самолетовождению при аэрофотосъемке [Текст] : [для специальности «Аэрофотосъемка» средних специальных учебных заведений]. — Москва : Недра, 1964. — 238 с., 2 л. карт., 1 отд. л. граф. : черт., карт.; 22 см.
- Сборник задач по самолетовождению (при визуальном полете) [Текст] : [Учеб. пособие для аэрофотосъемочной специальности]. — Москва : Геодезиздат, 1953. — 244 с., 4 л. табл., карт., 1 отд. л. граф. : черт., карт., табл., граф.; 22 см.
- Аэрофотосъемка [Текст] : [Учебник для специальности «Аэрофотосъемка» сред. спец. учеб. заведений] / А. И. Евсеев-Сидоров, Я. Л. Зиман. — Москва : Геодезиздат, 1956. — 259 с., 2 л. черт., 2 отд. л. черт. : ил.; 23 см.
- Космос — народному хозяйству [Текст] / [Г. Д. Смирнов, Я. Л. Зиман, Г. А. Аванесов] ; О-во «Знание» РСФСР. Научно-методический совет по пропаганде физики, математики и астрономии. — Москва : О-во «Знание» РСФСР, 1977. — 40 с. : ил.; 20 см. — (В помощь лектору).